# Costco
Costco este cel mai mare vânzător en-gros bazat pe volumul de vânzări din Statele Unite, cu peste 132.000 de angajați.
Costco are locații în Marea Britanie, Canada, Australia, Mexico, Taiwan, Coreea de Sud, Japonia și Statele Unite. 
Costco e deschis doar membrilor, care trebuie să cumpere un abonament anual în valoare de aproximativ $60 USD.
Prețurile sunt ceva mai mici decât în alte magazine, însă unele articole trebuiesc cumpărate în cantități mari.